# 第九の波濤 (漫画)
『第九の波濤』（だいくのはとう）は、草場道輝による日本の漫画作品。監修は高谷智裕。『週刊少年サンデー』（小学館）にて、2017年21号から2023年22・23合併号まで連載された。長崎大学水産学部を舞台とした物語。作品題名の由来は第119話で判明する。

## あらすじ
都会っ子の海老原湊は、父親の十七回忌のため長崎に向かった。そこで出会った平良凪子に一目惚れし、ついには進路を変更してまで長崎大学の水産学部に入学。しかし、彼女は東京の大学に入学していたのだった。

## 登場人物
海老原 湊（えびはら みなと）
本作の主人公。最初は、凪子目当てで水産学部に入ったがそこで過ごしていくうちに、海の素晴らしさに気付いた。対面能力に秀で、大学内外で人脈を築き、「海の男」として成長して行く。
平良 凪子（たいら なぎこ）
長崎県諫早市出身。鯨の養殖を目指し、専門家がいる東京の大学に入学する。海老原とは対照的に内向的な性格で、ある事件がきっかけで携帯電話を扱う事自体への不信に陥り、連絡手段として所持しているものの、余り使いこなせていない。

## 書誌情報
- 草場道輝『第九の波濤』小学館〈少年サンデーコミックス〉、全24巻
  1. 2017年9月15日発売[1][4]、ISBN 978-4-09-127691-9
  2. 2017年9月15日発売[1][7]、ISBN 978-4-09-127692-6
  3. 2017年12月18日発売[8]、ISBN 978-4-09-127879-1
  4. 2018年3月16日発売[9]、ISBN 978-4-09-128096-1
  5. 2018年7月18日発売[10]、ISBN 978-4-09-128339-9
  6. 2018年11月16日発売[11]、ISBN 978-4-09-128570-6
  7. 2019年3月18日発売[12]、ISBN 978-4-09-128810-3
  8. 2019年7月18日発売[13]、ISBN 978-4-09-129309-1
  9. 2019年11月18日発売[14]、ISBN 978-4-09-129442-5
  10. 2020年2月18日発売[15]、ISBN 978-4-09-129557-6
  11. 2020年6月18日発売[16]、ISBN 978-4-09-850074-1
  12. 2020年9月18日発売[17]、ISBN 978-4-09-850173-1
  13. 2020年12月18日発売[18]、ISBN 978-4-09-850288-2
  14. 2021年3月17日発売[19]、ISBN 978-4-09-850397-1
  15. 2021年6月17日発売[20]、ISBN 978-4-09-850533-3
  16. 2021年9月17日発売[21]、ISBN 978-4-09-850649-1
  17. 2021年12月17日発売[22]、ISBN 978-4-09-850738-2
  18. 2022年3月17日発売[23]、ISBN 978-4-09-850875-4
  19. 2022年6月17日発売[24]、ISBN 978-4-09-851147-1
  20. 2022年9月15日発売[25]、ISBN 978-4-09-851259-1
  21. 2022年12月16日発売[26]、ISBN 978-4-09-851476-2
  22. 2023年3月16日発売[27]、ISBN 978-4-09-851768-8
  23. 2023年5月18日発売[28]、ISBN 978-4-09-852056-5
  24. 2023年7月18日発売[29]、ISBN 978-4-09-852618-5